# Dormentes
Dormentes es un municipio brasileño del estado de Pernambuco. Tiene una población estimada al 2020 de 19 079 habitantes.

## Historia
El territorio donde hoy se localiza el municipio de Dormentes pertenecía a la Hacienda São João en el siglo XVIII. En el inicio del siglo XX, uno de los propietarios de las tierras en la región era Francisco Coelho de Macedo. El distrito fue creado por la ley municipal n.º 11, del 6 de noviembre de 1963, subordinado al municipio de Petrolina. La emancipación política ocurrió por la ley provincial n.º 10625, de enero de 1991, desglosando Dormentes de Petrolina. La instalación del municipio fue el 1 de enero de 1993.

### Topónimo
El topónimo del municipio se origina de una leyenda local, según la cual había un caballo que vivía en tierras del actual distrito de Santa Cruz que huyó a una laguna, donde permanecía acostado. El caballo pasó a ser llamado dormente. La laguna pasó a ser denominada de dormente. Este nombre pasó al poblado.